# قيق لدث
قيق لدث هو طائر قيق من فصيلة الغرابيات يَقطن في جزر اليابان.

## الانتشار والموطن
يَقطن قيق لدث جزيرتي أمامي أوشيما و"كاكوري جيما"، وهُما جزيرتان من جزر أمامي التي تمتدُّ عبر مياه جنوب اليابان، كما أنه كان يَقطن فيما مضى جبال توكونوشيما في محافظة كاغوشيما اليابانية قبل أن يَنقرض هناك. يُمكن لقيق لدث أن يَعيش في جميع البيئات التي يَتراوح ارتفاعها من مستوى البحر إلى التلال المرتفعة، بما في ذلك الغابات شبه المدارية والصنوبرية والأراضي الشجرية القريبة من التجمُّعات السكانية البشرية، حيث يُفضل الغابات الرَّطبة أكثر من غيرها.

## السلوك والحياة
يُخزن قيق لدث البلوط والسنديان ويَتغذى عليهما في الوضع العاديِّ عندما يَتوافران، لكن عندما يَنفذ مخزونه منهما ولا يَتمكن من الحصول على المَزيد يَذهب للتغذي في الحقول الزراعية، حيث يُمكن أن يأكل البطاطس الحلوة والبذور والثمار والحشرات والزواحف الصغيرة بل وحتى الطيور الأخرى، ويَجمع غذاءه هذا من على الأشجار والأرض على حد سواء.
يَمتد موسم التكاثر عندَ هذه الطيور من أواخر شهر يناير أو أوائل فبراير وحتى شهر مايو.

## حالة الحماية
قدرت أعداد قيق لدث في سبعينيات القرن العشرين بحوالي 5,800 طير، لكن سُرعان ما رفع الاتحاد العالمي للحفاظ على الطبيعة تصنيفه إلى شبه مهدد عام 1988 مع بدء انخفاض أعداده، واستمرَّ الوضع هكذا خلال التسعينيات بسبب تزايد نسبة افتراسه وصغر أعداده (وربما كان هذا بسبب زيادة أعداد الغربان في الجزيرة نتيجة لتوافر الكثير من القمامة لها)، فرفعَ تصنيفه مجدداً عام 1994 إلى غير محصن. لكن معَ خفض معدلات الافتراس وصيانة الغابات بدأت أعداده بالارتفاع مجدداً ابتداءً من عام 2000. حالياً يَحمي القانون الياباني قيق لدث، وقد حُوِّلت جزيرة أمامي أوشيما إلى محمية طبيعية خصيصاً من أجله، كما أجريت العديد من الدراسات العلمية عنه لتحديد سُبل حمايته من الانقراض وتمت السطيرة على أعداد الغربان واستقدامها إلى الجزيرة لأجل ذلك أيضاً. في عام 2008 قدِّرت أعداد قيق لدث بأكثر من 1,000 طير في اليابان، وأجريت العديد من البرامج لحمايته وإكثاره من جديد، لكن مع ذلك فحتى عام 2007 كان لا زال يُصنفه الاتحاد العالمي للحفاظ على الطبيعة كنوع غير محصَّن.